# 1962-es Formula–1 francia nagydíj
Az 1962-es Formula–1-es világbajnokság negyedik futama a francia nagydíj volt.

## Futam
A francia nagydíjat 1957 után ismét Rouen-ban tartották, amelyet ezúttal a Ferrari hagyott ki az ipari dolgozók sztrájkja miatt. Clark autózta a leggyorsabb időt az edzésen Hill BRM-je és McLaren Cooperje előtt.
A vezetést Hill szerezte meg a rajt után Surtees, Clark, McLaren és Brabham előtt. McLaren 10 kört követően váltóhiba miatt balesetet szenvedett, de folytatni tudta a versenyt, mivel autóját a boxban megjavították. Brabham felfüggesztési hiba miatt ki, míg Surtees a 13. körben üzemanyag-ellátási probléma miatt nyolcadiknak esett vissza. Ezután Hill vezetett Clark, Gurney és Bonnier előtt, aki mechanikai probléma miatt hamarosan kiesett.
A 30. körben Hill a lekörözendő Jackie Lewisnak ütközött, mivel a privát versenyzőt fékhiba hátráltatta. Clark állt az élre, de felfüggesztési hiba miatt 3 kör után kiesett. Ezután Hillé lett újra a vezetés, de az utolsó körökben motorprobléma hátráltatta és gyorsan esett vissza a mezőnyben. Ezzel Gurney került az élre, majd megszerezte saját, és a Porsche csapat első futamgyőzelmét. Tony Maggs második lett a Cooperrel Richie Ginther előtt, aki az utolsó körökben a gázt kézzel adagolta, mivel a kábel leszakadt a pedálról.
| Helyezés | #  | Versenyző               | Csapat/Motor  | Futott körök | Idő/Kiesés oka    | Rajthely | Pontszám |
| -------- | -- | ----------------------- | ------------- | ------------ | ----------------- | -------- | -------- |
| 1        | 30 | Dan Gurney              | Porsche       | 54           | 2:07:05,5         | 6        | 9        |
| 2        | 24 | Tony Maggs              | Cooper-Climax | 53           | + 1 kör           | 11       | 6        |
| 3        | 10 | Richie Ginther          | BRM           | 52           | + 2 kör           | 10       | 4        |
| 4        | 22 | Bruce McLaren           | Cooper-Climax | 51           | + 3 kör           | 3        | 3        |
| 5        | 18 | John Surtees            | Lola-Climax   | 51           | + 3 kör           | 5        | 2        |
| 6        | 38 | Carel Godin de Beaufort | Porsche       | 51           | + 3 kör           | 17       | 1        |
| 7        | 28 | Maurice Trintignant     | Lotus-Climax  | 50           | + 4 kör           | 13       |          |
| 8        | 14 | Trevor Taylor           | Lotus-Climax  | 48           | + 6 kör           | 12       |          |
| 9        | 8  | Graham Hill             | BRM           | 44           | + 10 kör          | 2        |          |
| Kiesett  | 32 | Jo Bonnier              | Porsche       | 43           | Üzemanyagrendszer | 9        |          |
| Kiesett  | 12 | Jim Clark               | Lotus-Climax  | 34           | Felfüggesztés     | 1        |          |
| Kiesett  | 42 | Jackie Lewis            | Cooper-Climax | 28           | Baleset           | 16       |          |
| Kiesett  | 20 | Roy Salvadori           | Lola-Climax   | 21           | Olajnyomás        | 14       |          |
| Kiesett  | 34 | Masten Gregory          | Lotus-BRM     | 15           | Túlhevülés        | 7        |          |
| Kiesett  | 26 | Jack Brabham            | Lotus-Climax  | 11           | Felfüggesztés     | 4        |          |
| Kiesett  | 40 | Jo Siffert              | Lotus-BRM     | 6            | Kuplung           | 15       |          |
| Kiesett  | 36 | Innes Ireland           | Lotus-Climax  | 1            | Defekt            | 8        |          |
| Vi       | 16 | Peter Arundell          | Lotus         |              | Nem volt autója   |          |          |
| Vi       | -  | Tony Marsh              | BRM           |              | Nem volt autója   |          |          |
| Vi       | -  | Colin Davis             | Porsche       |              |                   |          |          |
| Vi       | -  | Carlo Abate             | Lotus-Climax  |              |                   |          |          |
| Vi       | -  | Ian Burgess             | Cooper-Climax |              |                   |          |          |

### Statisztikák
Vezető helyen:
- Graham Hill: 39 (1-30 / 34-42)
- Jim Clark: 3 (31-34)
- Dan Gurney: 12 (43-54)
- Dan Gurney 1. győzelme, Jim Clark 2. pole-pozíciója, Graham Hill 2. leggyorsabb köre.
- Porsche egyetlen győzelme.